# Павлов, Алексей Степанович
Алексе́й Степа́нович Па́влов (1832—1898) — русский юрист и историк права. Член-корреспондент Императорской Санкт-Петербургской Академии наук (1873).

## Биография
Родился 12 (24) мая 1832 года в семье причетника Томской епархии, в детстве отличался выдающимися способностями, в шесть лет самостоятельно научился читать, благодаря лицевым изображениям, висевшим в доме его отца, и знал наизусть все святцы, любому человеку мог назвать день ангела-хранителя, помнил когда какой святой вспоминается в Православной церкви. Местный правящий архиерей Агапит (Вознесенский), посещая свою епархию, встретился с «чудо-юдо» ребёнком; поговорив с мальчиком Алексеем и убедившись в его способностях, архиерей подарил мальчику золотой.
После окончания в 1854 году Тобольской семинарии, поступил в Казанскую духовную академию, которую окончил в 1858 году первым магистром богословия. Во время обучения Алексей Павлов занимался разборкой и изучением старопечатных книг изъятых у раскольников и переданных в это время в академию из Синодального склада; кроме того в академию поступило собрание Соловецкой библиотеки и Анзерского скита. Расцвету учёных талантов Павлова способствовал также то, что в 1856 году академию возглавил лучший канонист того времени архимандрит Иоанн (Соколов). Руководство академии разрешило Павлову давать частные уроки в семье генерала А. Л. Корсакова, а затем — у Могилатовых.
Был назначен преподавателем церковной истории в Казанской духовной семинарии, а 11 марта 1859 года переведён бакалавром преподавать в Казанской духовной академии литургику и каноническое право (хотя первую свою лекцию прочитал 10 января 1859 года); 1 февраля 1860 года был утверждён магистром богословия.
Затем, 11 февраля 1864 года был избран доцентом кафедры канонического права Казанского университета (утверждён 24 июня): с 28 июня 1865 года находился в годичной заграничной командировке. С 29 июня 1867 года — экстраординарный профессор.
В 1869 году получил степень доктора канонического права и 9 сентября был избран ординарным профессором канонического права Новороссийского университета, но по требованию министерства народного просвещения ещё один учебный год читал лекции в Казанском университете — до 1 мая 1870 года.
Осенью 1870 года начал читать лекции в Новороссийском университете.
С 1876 года — ординарный профессор кафедры церковного законоведения/церковного права юридического факультета Московского Императорского университета; заслуженный профессор Московского университета (с 1884).
Опубликовал в «Записках Казанского университета» значительные статьи «О Кормчей…» (1864), «Личные отношения супругов по римскому праву» (1865), «Об участии мирян в делах церкви» (1866), «Первоначальный славяно-русский Номоканон» (1869), в «Записках Новороссийского Университета» — «Исторический очерк секуляризации церковных земель в России» (1871) и «Номоканон при Большом Требнике» (1872), в «Записках Академии Наук» — «Наказной список по Стоглаву» (1873). Отдельными изданиями вышли «50-я глава Кормчей Книги» (М., 1887) и «Книги законные, содержащие в себе в древнерусских переводах византийские законы» (М., 1888). Под редакцией Павлова вышел сборник «Памятники древне-русского канонического права» (1880, 2-е изд. 1910 под редакцией В. Бенешевича).
Дважды награждался Уваровской премией. Был почётным или действительным членом многих учёных обществ.
В. О. Ключевский полагал, что Павлов — «один из лучших знатоков канонического права в современной Европе».
Умер 16 (28) августа 1898 года. Похоронен на Ваганьковском кладбище; могила утрачена.

## Научная деятельность
Павлов относил церковное право к числу юридических наук. Он последовательно придерживался принципа историзма, считал историко-догматический метод важнейшим для церковно-правовой науки. Ставил перед собой задачу всестороннего изучения рецепции византийского права у южных славян и в России. Для этого требовалось как научное издание и исследование памятников права, так и анализ правовых норм и институтов (в том числе вопроса о том, в какой мере законодательные нормы применялись на практике). 

## Избранная библиография
- Происхождение раскольнического учения об антихристе // Православный собеседник. — 1858. Архивировано 16 июля 2025 года.
- Древние русские пасхалии на осьмую тысячу лет // Правосл. Собеседн.. — 1860.
- О причетниках двоеженцах // Руков. для сельск. пастырей. — 1860.
- Древние христианские праздники в честь мучеников // Странник. — 1860.
- Страстная неделя // Дух. Беседа. — 1860.
- О празднике Пятидесятницы // Дух. Беседа. — 1860.
- Земское направление русской духовной письменности в XVI веке // Правосл. Собеседник. — 1863.
- О кормчей инока - князя Вассиана Патрикеева // Учен. Зап. Каз. унив. — 1864.
- Личные отношения супругов по греко-римскому праву // Учен. Зап. Каз. унив.. — 1865.
- Об участии мирян в делах церкви, с точки зрения православного канонического права. Актовая речь. — Казань, 1866.
- Первоначальный славяно-русский Номокан // Учен. Зап. Каз. унив. — 1869.
- Церковно-судебные определения Киприана, митрополита новгородского, XVII века // Прав. Собеседн.. — 1861.
- Номоканон при большом требнике, изданный вместе с греческим подлинником, до сих пор неизвестным и с объяснением издателя. — Одесса: тип. Ульриха и Шульце, 1872
- Догадка о происхождении древнерусского предания, которое называет первого русского митрополита Михаилом Сириным. — Киев: тип. Корчак-Новицкого, 1896
- Неизданный памятник русского церковного права XII века: (Древнерус. архиер. поучение духовенству). — СПб.: тип. В. С. Балашева, 1890
- Первоначальный славяно-русский Номоканон. — Казань: Унив. тип., 1869 — удостоен Уваровской премии[6]
- Критические опыты по истории древнейшей греко-русской полемики против латинян. — СПб.: тип. Акад. наук, 1878
- Номоканон при большом требнике : Его история и тексты, греч. и слав., с объясн. и критич. примеч. — М.: тип. Г. Лисснера и А. Гешеля, преемн. Э. Лисснера и Ю. Романа, 1897
- Исторический очерк секуляризации церковных земель в России. — Одесса, 1871 — удостоен Уваровской премии (1874)
- Теория восточного папизма в новейшей русской литературе канонического права Т. Барсова: «Константинопольский патриарх и его власть над русскою церковию».  — М.: Унив. тип., ценз. 1879
- 50-я глава Кормчей книги, как исторический и практический источник русского брачного права. — М.: Унив. тип. (М. Катков), 1887
- Памятники древнерусского канонического права. Часть 1. Памятники XI—XV в. // Санкт-Петербург, 1908
- О начале галицкой и литовской митрополий и с первых тамошних митрополитах по византийским документальным источникам XIV века. — М.: Унив. тип., 1894
- По поводу полемики против сенатского толкования закона о давности в применении к церковным землям. — М.: Унив. тип., 1894
- Ещё наказный список по Стоглаву. — Одесса: тип. Ульриха и Шульце, 1873
- Грамота Константинопольского патриарха Иеремии I о присоединении сербского патриархата к Охридской архиепископии / С предисл. и пер. на рус. А. С. Павлова. — М.: Имп. О-во истории и древностей рос. при Моск. ун-те, 1877
- Отрывки греческого текста канонических ответов русского митрополита Иоанна II / [Публ. и примеч.] Проф. А. С. Павлова. — СПб.: тип. Имп. Акад. наук, 1873
- Заметки о греческих рукописях канонического содержания в Московской синодальной (бывшей патриаршей) библиотеке. — Одесса: тип. Ульриха и Шульце, 1874
- Замечания о грузинском Номоканоне : Письмо проф. А. С. Павлова, из Одессы, к акад. М. И. Броссе : Чит. заседании Ист.-филол. отд-ния 16 апр. 1874 г. — СПб.: тип. Имп. Акад. наук, 1874
- Замечания на программу издания, в русском переводе, церковных правил с толкованиями : [Об издании греч. и слав. текста «Книги правил»]. — Одесса: тип. Ульриха и Шульце, 1875
- Вопрос о ереси жидовствующих на VI Археологическом съезде: (Ответ г. Иловайскому). — М.: тип. Соврем. изв., ценз. 1884
- Книги законные, содержащие в себе в древнерусском переводе византийские законы земледельческие, уголовные, брачные и судебные: Изд. вместе с греч. подлинниками и с ист.-юрид. введением А. Павлов, заслуж. орд. проф. Моск. ун-та. — СПб.: тип. Имп. Акад. наук, 1885
- Владимир Иванович Назимов, генерал-губернатор Северо-Западного края, генерал-адъютант: Очерк из новейшей летописи Северо-зап. России / Сост. А. С. Павлов. — СПб.: тип. В. С. Балашева, 1885
- Мнимые следы католического влияния в древнейших памятниках юго-славянского и русского церковного права : По поводу соч. проф. Н. С. Суворова: «Следы западно-католического церковного права в памятниках древнего русского права». Ярославль, 1888. — М.: тип. А. И. Снегиревой, 1892
- Сокращенный курс лекций церковного права э. о. п. А. С. Павлова. — М.: лит. О-ва распространения полез. кн., ценз. 1899
- По вопросу о времени, месте и характере первоначального перевода византийского земледельческого устава на славянский язык. — [СПб.]: тип. В. С. Балашева, [1886]
- — М.: тип. А. И. Снегиревой, 1893
- Сборник неизданных памятников византийского церковного права. — СПб.: тип. Имп. Акад. наук, 1898
- Курс церковного права / Соч. Заслуж. проф. А. С. Павлова // Сергиев Посад : Богосл. вестн., 1902
- Письма к Леониду (Кавелину), архимандриту [рукопись]. — [Б. м.], 1881—1891
- — М.: Лит. изд., 1895/6
- О сочинениях, приписываемых русскому митрополиту Георгию: (открытое письмо к профессору Е. Е. Голубинскому). — М.: В Унив. тип. (М. Катков), 1881

Современное издание: Курс церковного права заслуженного профессора Императорского Московского университета А. С. Павлова (чит. в 1900—1902 г.) // МВД России С.-Петерб. ун-т, Акад. права, экономики и безопасности жизнедеятельности. — СПб.: Лань (и др.), 2002.